# アメリカヤマセミ
アメリカヤマセミ（学名：Megaceryle  alcyon）は、ブッポウソウ目カワセミ科に分類される鳥類の1種。

## 分布
北アメリカ大陸

## 形態
全長約28-33cm。オスは下面が白く、メスは下面の一部に赤みを帯びる。

## 生態
食性は肉食性で、おもに魚を食べるほか、両生類や昆虫、他の鳥の雛や小動物を食べることもある。ホバリングしながら魚を探すため枝から獲物を狙う他の種よりも広い水域で狩りを行うことができる。
適応力に長け、生息場所の変化のみにとどまらず、一部の殺虫剤や汚染物質にも耐える。

## ギャラリー

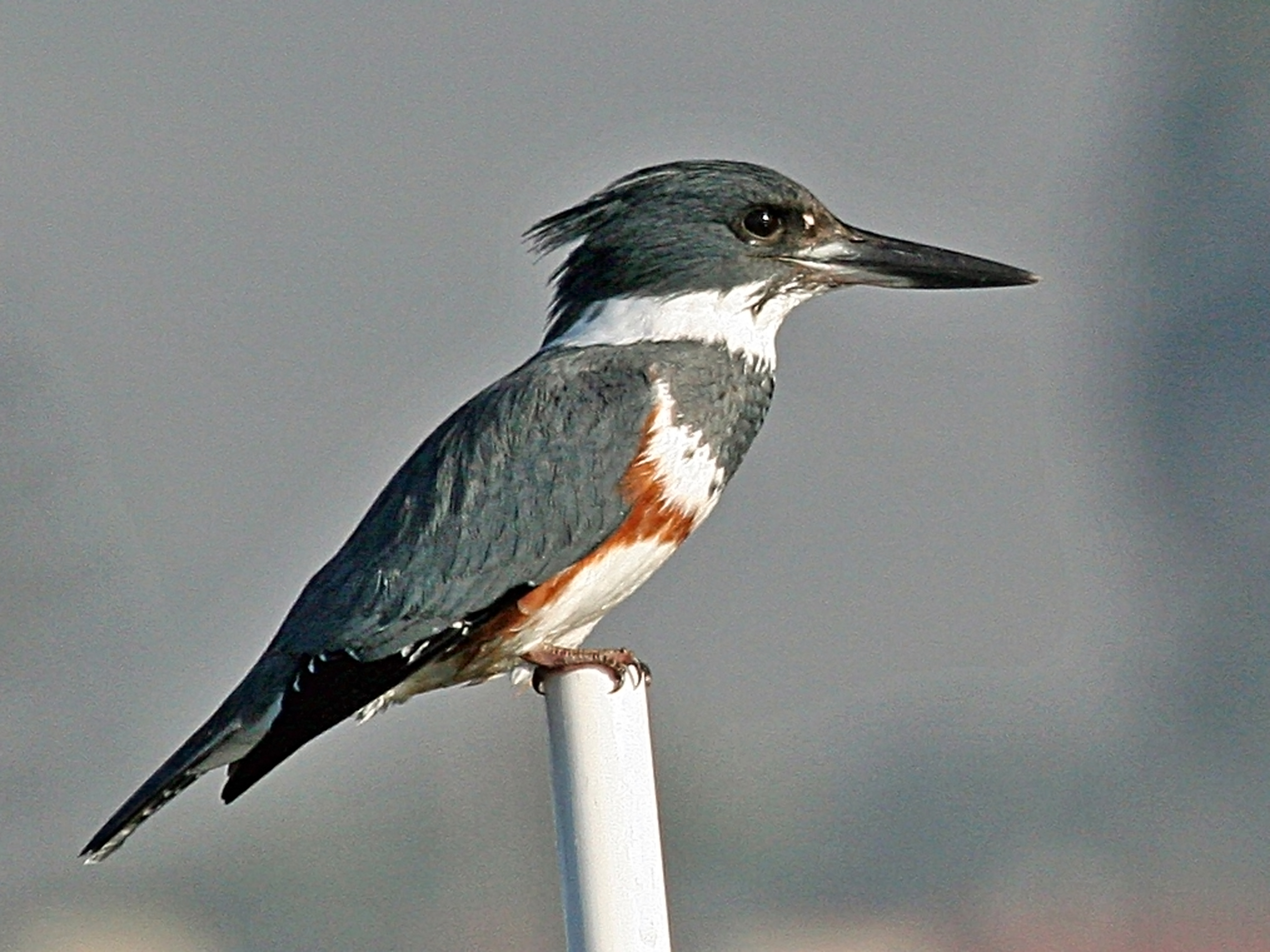
メス